# Denis Jevstignejev
Denis Jevstignejev (russisk: Дени́с Евге́ньевич Евстигне́ев) (født 29. november 1961 i Moskva i Sovjetunionen) er en russisk filminstruktør.

## Filmografi
- Mama (Мама, 1999)[1][2]